# Caribbean Airlines
Caribbean Airlines is de nationale luchtvaartmaatschappij van Trinidad en Tobago. Het is tevens de grootste maatschappij op Jamaica en in Guyana. Er wordt gevlogen op 23 bestemmingen in de Caraïben, Noord-Amerika en Zuid-Amerika. Caribbean Airlines heeft hubs op Port of Spain,Trinidad en op Jamaica. De maatschappij heeft de slogan “The Warmth of the Islands”.

## Geschiedenis

### Oprichting
Caribbean Airlines werd op 19 september 2006 opgericht op Trinidad en Tobago. Dit is gedaan op aanbeveling van Peter Davies, de voormalig CEO van British West Indies Airways (BWIA). Nadat de regering van Trinidad en Tobago goedkeuring gaf voor het opzetten van Caribbean Airlines als opvolger van BWIA, maakte BWIA bekend op 8 september 2006 bekend te zullen stoppen. Dit gebeurde na stukgelopen onderhandelingen tussen het management en de vakbonden. Op 31 december 2006 werd de maatschappij formeel opgedoekt. De vloot van zes Boeing 737-800’s en een Airbus A340-300 werd overgedragen aan Caribbean Airlines. Op 1 januari 2007 vertrok de eerste vlucht onder de nieuwe naam. 
Nadat er in mei 2008 een zevende Boeing 737-800 werd toegevoegd aan de vloot ging Caribbean Airlines op 15 november 2008 een wet lease aan met Transavia en kreeg tot 15 april 2009 een achtste Boeing 737-800 tot haar bezit. Sun Country Airlines leverde een vervangend toestel. De toestellen waren nodig door de toenemende vraag van vluchten in het Caribisch gebied.

### Overname Air Jamaica
Op 28 april 2010 nam Caribbean Airlines Air Jamaica over. Na het tekenen van een definitieve overeenkomst, fuseerden de twee partijen in mei 2011. In de overeenkomst stond dat Caribbean de routes van Air Jamaica zou blijven exploiteren en ook 900 werknemers van Air Jamaica zou behouden. In 2015 werden de vluchten van Air Jamaica gestaakt. Het netwerk van Air Jamaica is sindsdien onderdeel van Caribbean Airlines.

### Rebranding en revitalisering

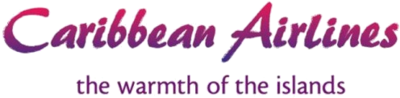
Voormalig logo gebruikt tot 2020

In 2020 is Caribbean Airlines begonnen aan een rebranding. Er werd een nieuw logo en een nieuw kleurenschema geïntroduceerd, ook de website werd volledig vernieuwd. Het logo bestaat uit een kolibrie die ook al gebruikt werd in de oude livery. Het eerste vliegtuig met de nieuwe livery was een ATR 72-600, 9Y-TTI. De rest van de ATR-vloot is of wordt nog voorzien van het nieuwe kleurenschema. De Boeing 737 MAX 8’s zijn allemaal voorzien van het nieuwe kleurenschema.

### Prijzen
Caribbean Airlines heeft een aantal prijzen gewonnen:
- 2010 tot 2019: “Caribbean’s Leading Airline” - World Travel Awards
- 2017 tot 2023: “Caribbean’s Leading Airline Brand” - World Travel Awards
- 2022: “Caribbean’s Leading Cabin Crew” - World Travel Awards

## Frequentflyer-programma
Het frequentflyer-programma heet “Caribbean Miles”. De drie rangen heten Silver, Gold en Executive Gold.

## Bestemmingen

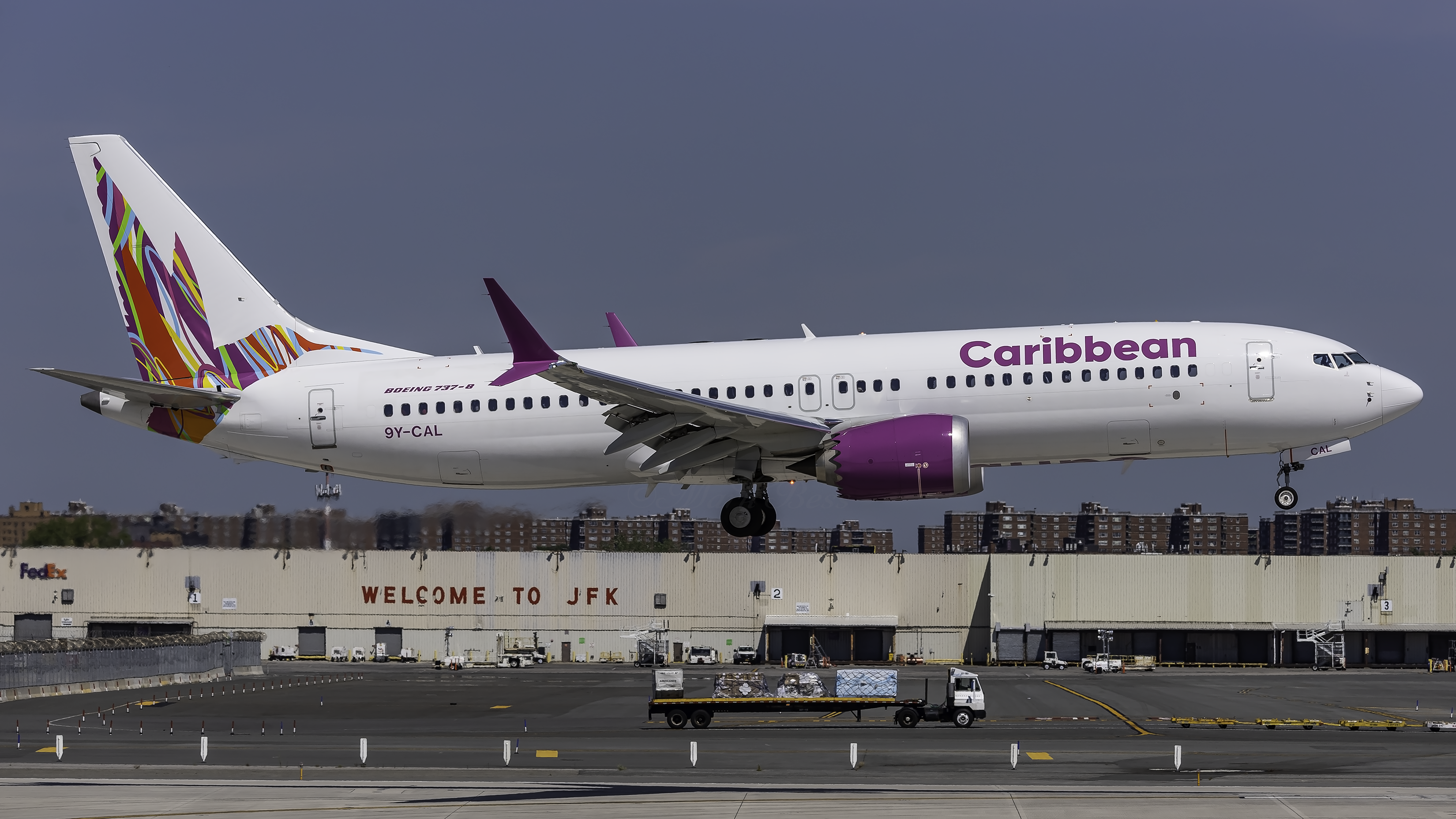
Een Boeing 737 MAX 8 landt in New York

| Land                           | Stad            | Luchthaven                                          | Opmerkingen |
| ------------------------------ | --------------- | --------------------------------------------------- | ----------- |
| Antigua en Barbuda             | Osbourn         | V. C. Bird International Airport                    |             |
| Bahama's                       | Nassau          | Lynden Pindling International Airport               |             |
| Barbados                       | Barbados        | Grantley Adams International Airport                |             |
| Canada                         | Toronto         | Internationale luchthaven Toronto Pearson           |             |
| Cuba                           | Havana          | José Martí International Airport                    |             |
| Curaçao                        | Willemstad      | Curaçao International Airport                       |             |
| Dominica                       | Marigot         | Luchthaven Douglas-Charles                          |             |
| Grenada                        | St. George’s    | Maurice Bishop International Airport                |             |
| Guadeloupe                     | Pointe-à-Pitre  | Luchthaven Pointe-à-Pitre Le Raizet                 | Toekomstig  |
| Guyana                         | Georgetown      | Cheddi Jagan International Airport                  | Hub         |
| Guyana                         | Georgetown      | Eugene F. Correia International Airport             |             |
| Jamaica                        | Kingston        | Norman Manley International Airport                 | Hub         |
| Jamaica                        | Montego Bay     | Sangster International Airport                      |             |
| Saint Kitts en Nevis           | Basseterre      | Robert L. Bradshaw International Airport            |             |
| Saint Lucia                    | Castries        | Luchthaven George F. L. Charles                     |             |
| Saint Vincent en de Grenadines | Kingstown       | Internationale luchthaven Argyle                    |             |
| Sint Maarten                   | Philipsburg     | Princess Juliana International Airport              |             |
| Suriname                       | Paramaribo      | Johan Adolf Pengel International Airport            |             |
| Trinidad en Tobago             | Port of Spain   | Internationale Luchthaven Piarco                    | Hub         |
| Trinidad en Tobago             | Scarborough     | A.N.R. Robinson International Airport               |             |
| Verenigde Staten               | Fort Lauderdale | Fort Lauderdale-Hollywood International Airport     |             |
| Verenigde Staten               | Miami           | Internationale Luchthaven Miami                     |             |
| Verenigde Staten               | New York        | John F. Kennedy International Airport               |             |
| Verenigde Staten               | Orlando         | Orlando International Airport                       |             |
| Venezuela                      | Caracas         | Aeropuerto Internacional de Maiquetía Simón Bolívar |             |

## Vloot

### Huidige vloot

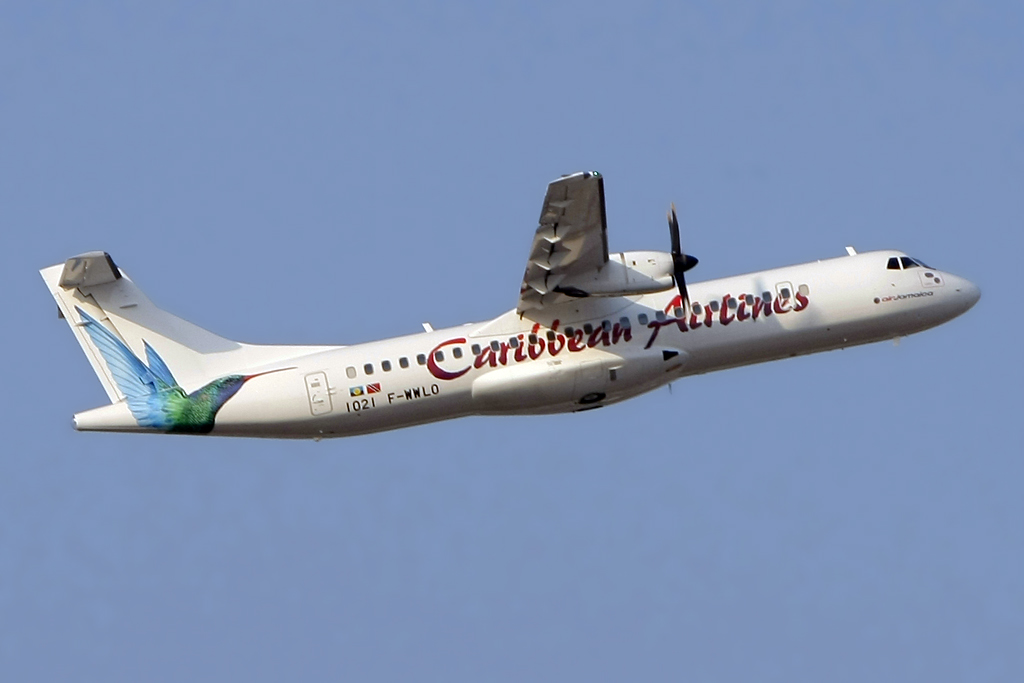
ATR 72-600 in oude kleurenschema

Caribbean Airlines heeft een vloot bestaande uit ATR- en Boeing-toestellen. Daarnaast staat er een order bij Embraer en is er een vrachtvloot op komst.
| Type             | Aantal | Orders | Opmerkingen |
| ---------------- | ------ | ------ | ----------- |
| ATR 72-600       | 10     | 4      |             |
| Boeing 737 MAX 8 | 9      | 3      |             |
| Embraer E175     | —      | 5      |             |
| Vrachtvloot      |        |        |             |
| Boeing 737-800F  | —      | 2      |             |
| ATR 72-600F      | —      | 2      |             |
| Totaal           | 19     | 16     |             |

### Voormalige vloot
De voormalige vloot van Caribbean Airlines bestond uit twee typen widebody-vliegtuigen, deze vlogen naar het Verenigd Koninkrijk.

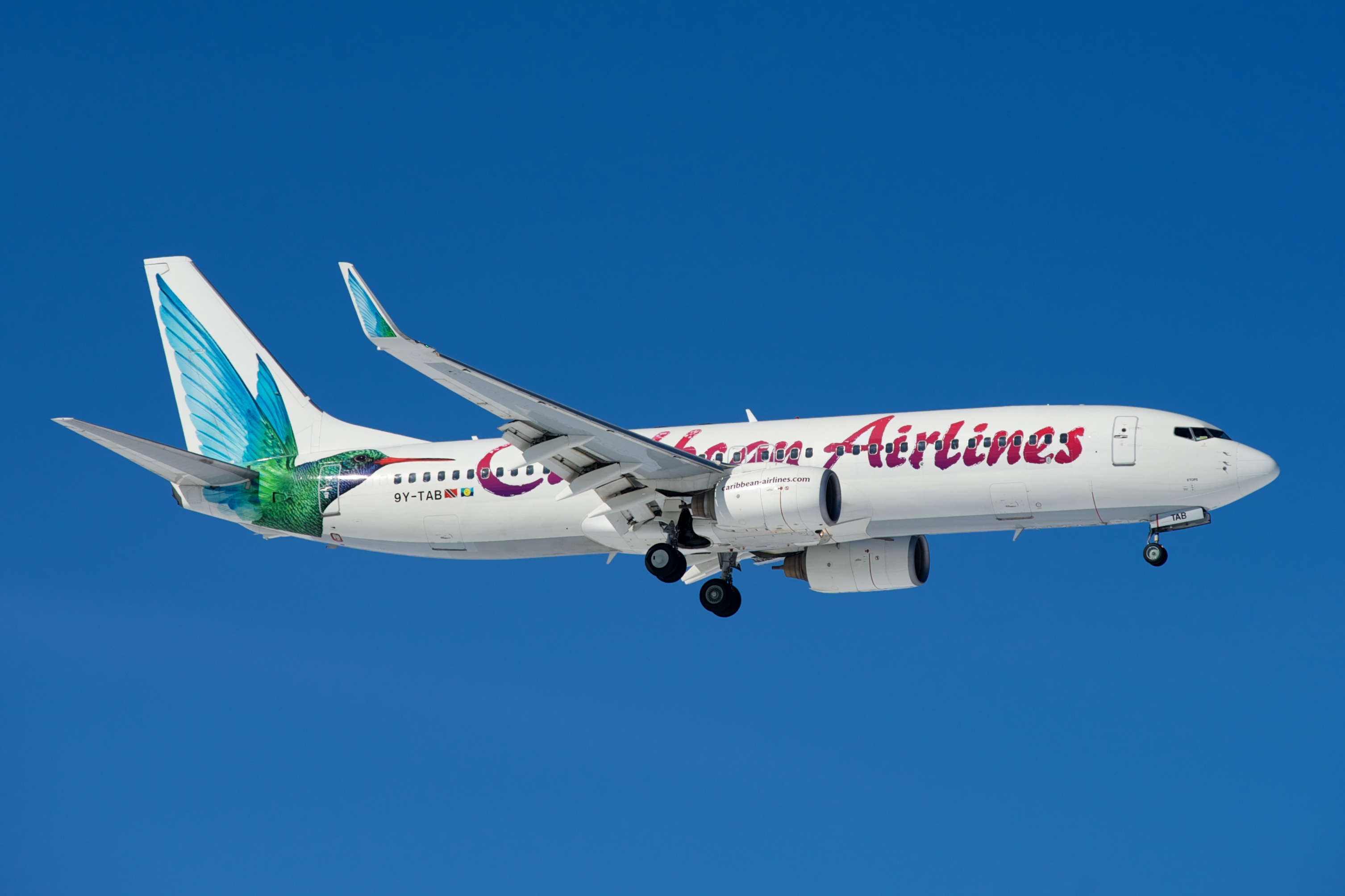
Uitgefaseerde Boeing 737-800

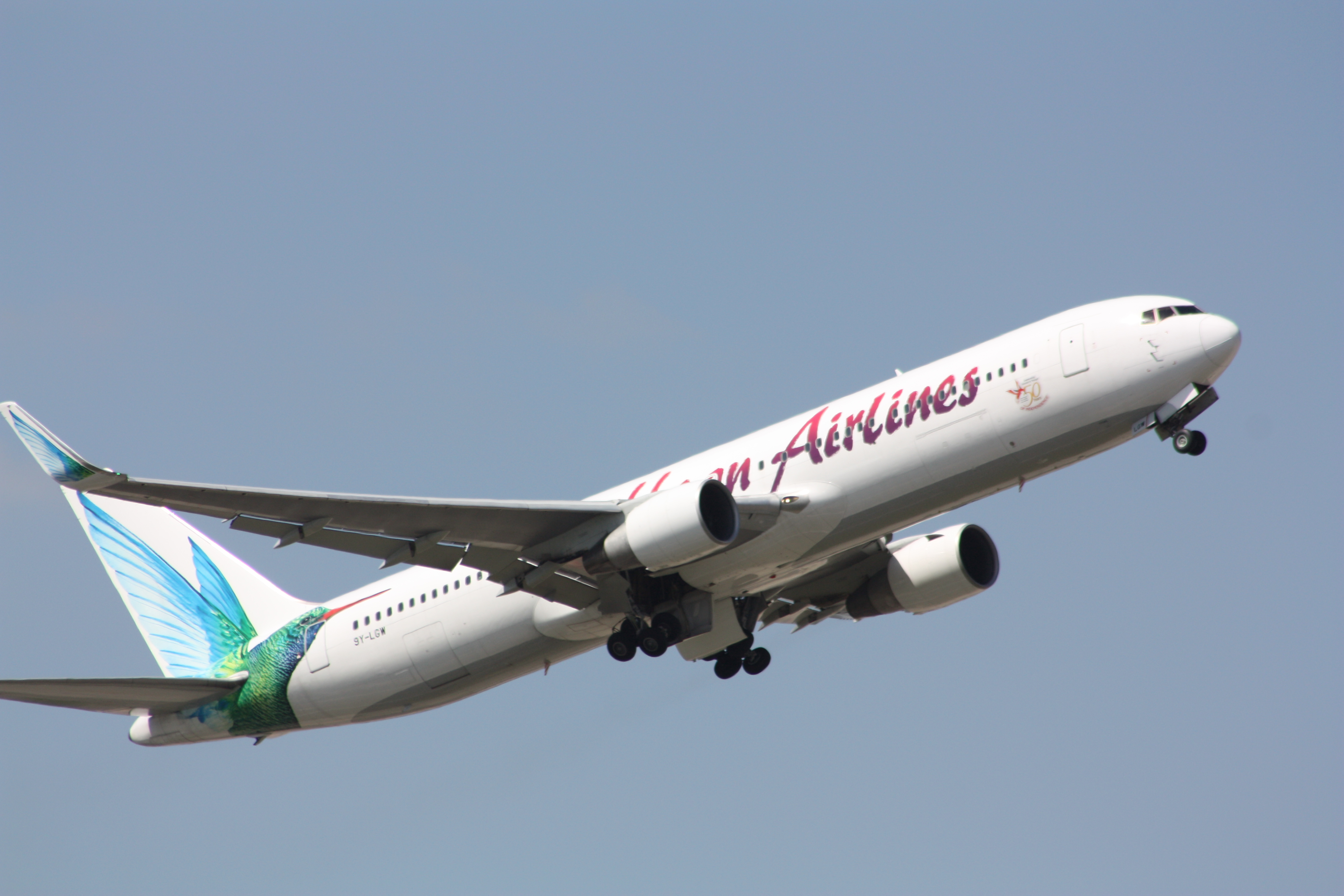
Uitgefaseerde Boeing 767-300ER

| Type                           | Totaal | Geïntroduceerd | Uitgefaseerd | Opmerkingen                    |
| ------------------------------ | ------ | -------------- | ------------ | ------------------------------ |
| Airbus A340-300                | 2      | 2007           | 2007         | Overgenomen van BWIA           |
| Boeing 737-800                 | 21     | 2007           | 2023         |                                |
| Boeing 767-300ER               | 2      | 2012           | 2016         | Overgenomen van LAN Airlines   |
| De Havilland Canada dash 8-300 | 5      | 2007           | 2014         | Overgenomen van Tobago Express |